# Brouwerij Maallust
Brouwerij Maallust is een speciaalbierbrouwerij gevestigd in Veenhuizen, Drenthe. De brouwerij werd opgericht in 2011 door een groep van 25 initiatiefnemers en beschikt over een eigen hopveld en een locatie voor evenementen.

## Geschiedenis

### Oprichting
De brouwerij werd in 2011 opgericht door een groep van 25 initiatiefnemers, die zichzelf "De Zware Jongens" noemen. Het idee om een brouwerij te beginnen ontstond toen hobbybrouwer Henk Timmerman betrokken raakte bij de herbestemming van monumentale panden in Veenhuizen, een plaats met een rijke historie als zelfvoorzienende landbouwkolonie. De keuze viel op een oude graanmaalderij uit 1818, een gebouw dat stamt uit de tijd dat generaal Johannes van den Bosch de Maatschappij van Weldadigheid oprichtte. De naam "Maallust" verwijst naar het huis van de molenaar dat zich op hetzelfde terrein bevond.
Bij de opstart van de brouwerij kregen de initiatiefnemers ondersteuning van Gert en Carina Kelder van Brouwerij Mommeriete uit Gramsbergen, die in de beginjaren als brouwers optraden. Aanvankelijk had de brouwerij een productiecapaciteit van 1.500 liter per brouwsel, maar naarmate de vraag naar hun bieren toenam, werd de capaciteit uitgebreid. In 2013 werd het proeflokaal geopend, dat gerund wordt door zelfstandige ondernemer Eelke Ronner.

### Uitbreiding
In de jaren die volgden, breidde Maallust gestaag uit. De brouwerij investeerde in nieuwe apparatuur, waaronder nieuwe bottelapparatuur van Leibinger in 2018. Ook werd de capaciteit vergroot door de toevoeging van nieuwe gist- en lagertanks. In 2018 introduceerde Maallust als tweede brouwerij in Nederland, na Jopen Bier, een eigen wegwerpfles. Datzelfde jaar legde Maallust een hopveld van twee hectare aan in samenwerking met de Penitentiaire Inrichting Veenhuizen, waarbij gedetineerden hielpen bij de hopteelt. Sinds april 2023 huurt Maallust, naast de brouwerij in de oude graanmaalderij, ook het Verenigingsgebouw in Veenhuizen, een monumentaal pand dat wordt gebruikt voor grotere bijeenkomsten en evenementen.

## Bieren
De bieren van Maallust worden gekarakteriseerd als ambachtelijke speciaalbieren met namen die verwijzen naar de geschiedenis van Veenhuizen. Het assortiment van Maallust omvat diverse bierstijlen, waaronder blond, tripel, quadrupel, weizen en bokbier. Het reguliere assortiment van Maallust bestaat uit:
- 1818, quadrupel
- Armoedzaaier Tafelbier, alcoholarm
- De Deerne, lentebok
- De Kolonist, weizen
- De Landloper, bokbier
- De Pauper, blond
- De Vagebond, amber
- De Weldoener, blond
- M-10 / De Rentmeester, gerstewijn
- Mooie Madam, dubbel
- Veldwachter, bokbier
- Zware Jongen, tripel

## Onderscheidingen
Maallust heeft meerdere medailles gewonnen bij de Dutch Beer Challenge. In 2016 kreeg het bier De Weldoener een bronzen medaille tijdens de Dutch Beer Challenge van 2016. In 2021 ontving hun weizenbier De Kolonist een gouden medaille en hun blonde bier De Deerne een bronzen medaille. In 2022 werd De Weldoener van Maallust uitgeroepen tot het beste bier van Nederland.